# 裴氏春

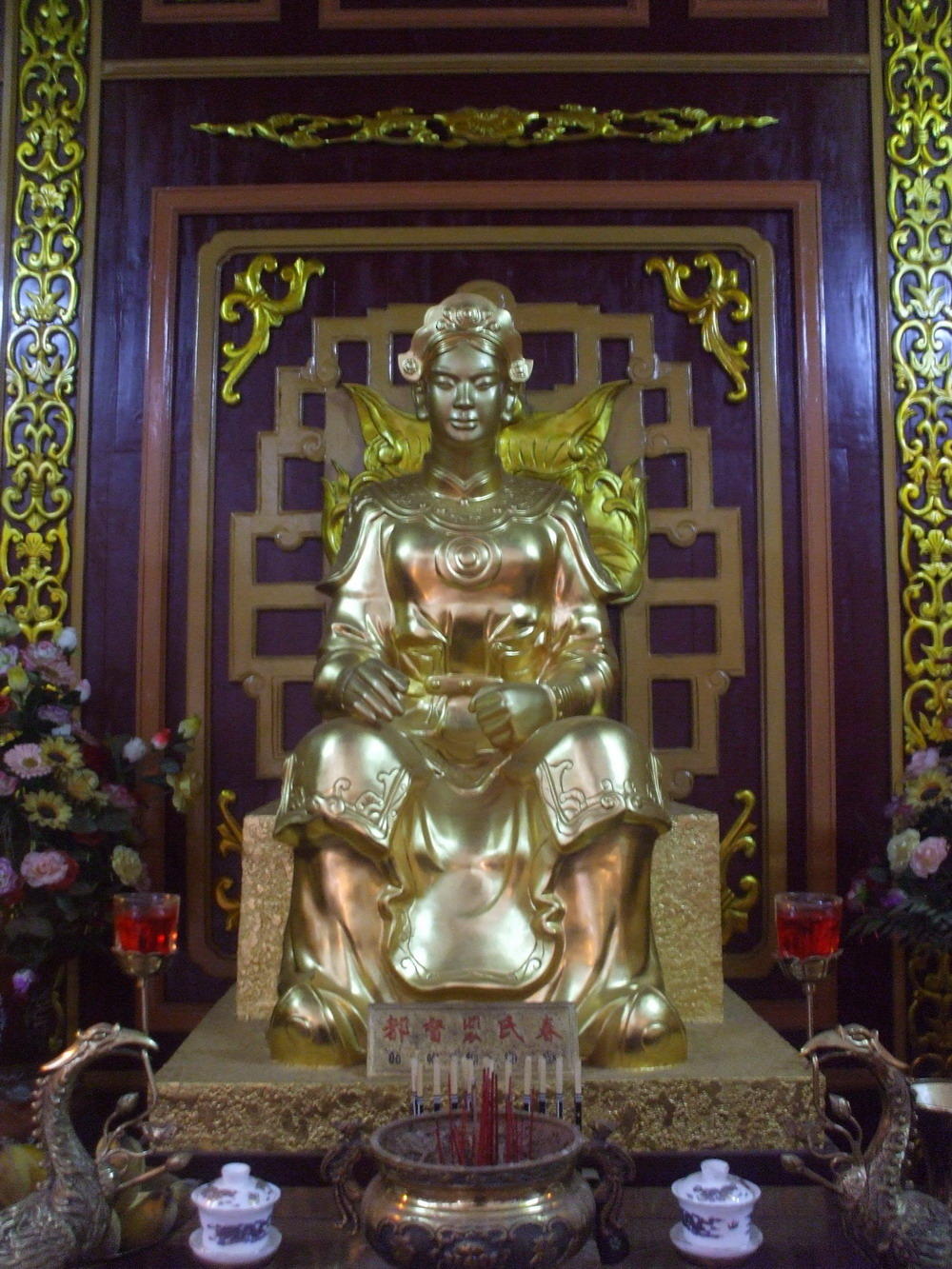
裴氏春銅像

裴氏春（越南语：／，？—1802年）是越南西山朝一位女将军。
裴氏春出生于綏遠縣（今屬越南平定省西山县）。她少年就学武术，据说是一个强壮的女人。传说她曾从老虎之下救出陈光耀，后来陈光耀成为她的丈夫。她和陈光耀很早就加入了西山起义，并赢得了许多战役的勝利。她被封為都督，帮助西山军训练的大象，参加了许多战役。她与裴氏雁、陳氏蘭、黃氏菊、阮氏蓉一起，并称「西山五凤雌」。
富春被阮福映攻陷後，她追隨景盛帝來到乂安，率領五萬人的軍隊在鎮寧（Trấn Ninh，今廣平省）抵抗阮福映。1802年2月，阮朝終於勝利。她和她的丈夫一起被阮朝俘虜。他們都被處死；她的丈夫不是被斬首就是被剝皮，而她則被象踩而死。
如今，她被當作越南历史上的一位女英雄。不少大型城市有以她的名字命名的學校和街道。